# カルロ・ブゾッティ
カルロ・ブゾッティ（Carlo Bussotti, 1922年1月1日 - 2002年11月6日）は、イタリア出身のピアノ奏者。
フィレンツェの生まれ。３歳からピアノを始め、13歳で地元のケルビーニ音楽院を卒業して演奏家としてデビューする等の神童ぶりを発揮した。第二次世界大戦中はイタリアに留まり、サルデーニャを中心に連合国軍を相手に演奏活動を展開し、終戦直後にはウンベルト2世の前で演奏している。1950年代から1960年代にかけて、ヨゼフ・シゲティ、ナタン・ミルシテインやルッジェーロ・リッチらと共演を重ね、室内楽の分野で活躍した。
1959年にサンフランシスコに移住し、1961年から1993年に引退するまでサンフランシスコ州立大学で教鞭をとった。
サンフランシスコにて肺気腫のために死去した。